# Miches (kommun)
Miches är en kommun i Dominikanska republiken.   Den ligger i provinsen El Seibo, i den östra delen av landet, 110 km öster om huvudstaden Santo Domingo. Antalet invånare i kommunen är cirka 21 000.